# マックス・ベーコン
マックス・ベーコン（Max Bacon）は、イングランドのロック・シンガー。1980年代のロック・グループ、GTRのほか、バーン・ザ・スカイ (Burn the Sky)、モビー・ディック (Moby Dick)、ナイトウィング (Nightwing)、フェノメナ、ブロンズのリード・シンガーも務めた。GTRのトップ40シングル「ハート・マインド (When the Heart Rules the Mind)」と、GTRのセルフタイトル・デビュー・アルバムのボーカリストとして広く知られている。
ベーコンの1996年のソロ・アルバム『The Higher You Climb』にはGTRのマテリアルが含まれており、後にスティーヴ・ハウによる1999年リリースのアルバム『ポートレイツ・オブ・ボブ・ディラン』収録の「Going, Going, Gone」でリード・ボーカルを担当した。
ベーコンはマイク・オールドフィールドによる1987年のアルバム『アイランズ』にリード・ボーカルで参加し、そのアメリカ版に収録されたマイナー・ヒット曲「Magic Touch」でフィーチャーされた。この曲はGTRをプロデュースしたジェフ・ダウンズが共同プロデュースを行っている。2002年にはソロ・アルバム『フロム・ザ・バンクス・オヴ・ザ・リヴァー・イーウェル』がリリースされ、ここではダウンズが作曲し、ジョン・ペイン在籍中にエイジアがかつて演奏したいくつかのマテリアルがフィーチャーされた。
ベーコンは、マーティ・ケインが司会を務め、クリス・タラントとニナ・ミスコウが審査員を務めたITVのタレント・ショー『New Faces』に出場者として出演した。ベーコンは1988年の決勝に進み、「ハンター」(GTRの曲)のソロ・バージョンを演奏したが、勝利はつかめなかった。
その後、ベーコンは音楽業界を去り、イングランドのノース・ヨークシャー州ナレスボローにあるザ・クラウンというパブを所有した。彼は現在、西カンブリア州の小さな町エグレモントでザ・ウィートシーフ・パブを所有し、経営している。
ベーコンは、2011年11月にウェールズで開催されたハードロック・ヘル・フェスティバルで演奏するために、かつて在籍したバンドのブロンズに復帰した。
2017年に発表されたスティーヴ・ハウのコンピレーション・アルバム『Anthology 2: Groups and Collaborations』のディスク3では2人でコラボレートしており、このイエスのギタリストと一緒に5曲を歌っている。

## ディスコグラフィ

### ソロ・アルバム
- The Higher You Climb (1995年、Now & Then)[6] ※with ジェフ・ダウンズ、スティーヴ・ハケット、スティーヴ・ハウ、スコット・ゴーハム
- 『フロム・ザ・バンクス・オヴ・ザ・リヴァー・イーウェル』 - From the Banks of the River Irwell (2002年、Blueprint)[7] ※with ジェフ・ダウンズ、スコット・ゴーハム、マイク・オールドフィールド、フィル・スポルディング、マイク・スターギス

### モビー・ディック
- "Can't Have My Body Tonight" (1982年、Ebony)[8] ※シングル

### ナイトウィング
- Stand Up and Be Counted (1983年、Gull)[9]
- My Kingdom Come (1984年、Gull)[10]

### ブロンズ
- 『黄金の嵐』 - Taken by Storm (1984年、Island)[11]

### GTR
- 『GTR』 - GTR (1986年)[12]
- 『キング・ビスケット・ライブ』 - King Biscuit Flower Hour Presents GTR (1997年) ※ライブ[13]

### フェノメナ
- 『2〜ドリーム・ランナー』 - Dream Runner (1987年)[14]

### 参加アルバム
マイク・オールドフィールド
- 『アイランズ』 - Islands (1987年)[15]
- 『アース・ムービング』 - Earth Moving (1989年)[16]

スティーヴ・ハウ
- 『ポートレイツ・オブ・ボブ・ディラン』 - Portraits of Bob Dylan (1999年)[17]
- Anthology 2: Groups and Collaborations (2017年) ※「Running In The Human Race」「Hot touch」「Runway」「Forever」「Tell the Story」でボーカル担当